# میزونو کاتسوناری

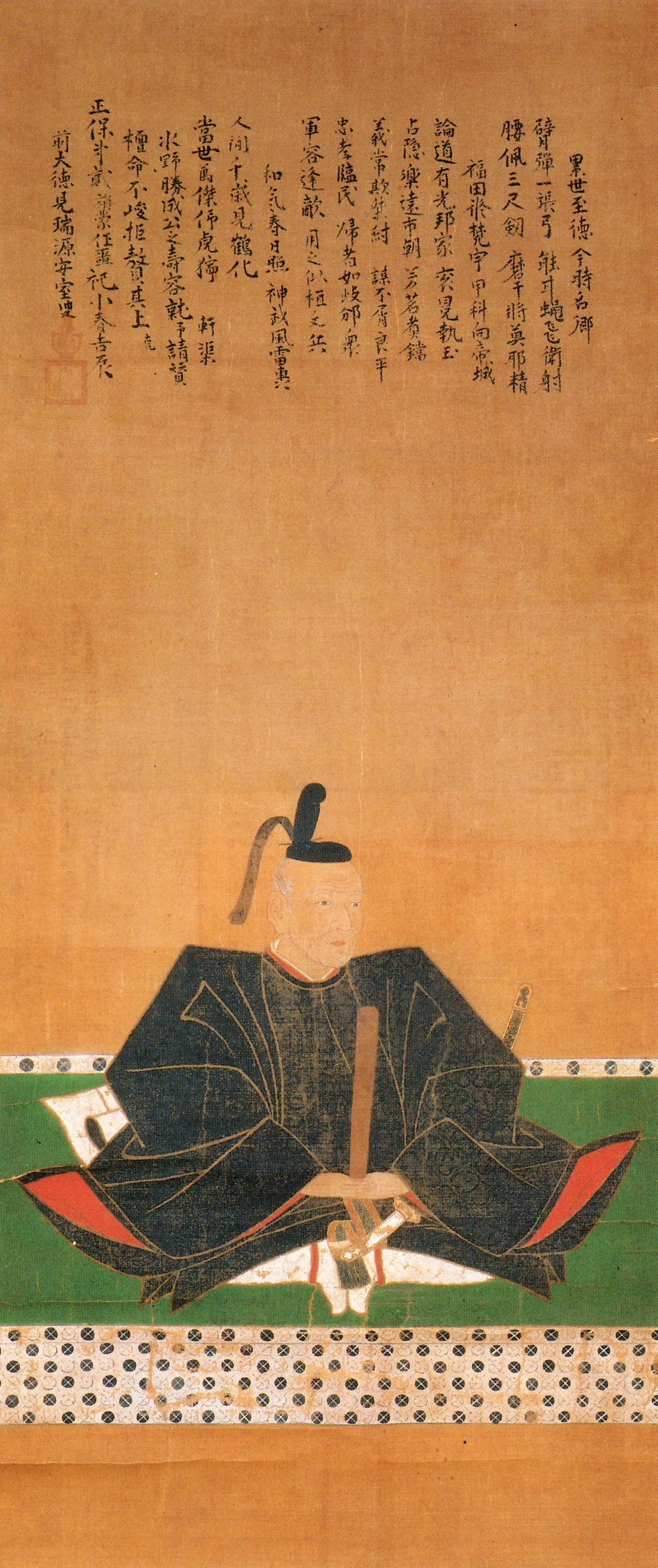
میزونو کاتسوناری

میزونو کاتسوناری (به ژاپنی: 水野 勝成 Mizuno Katsushige) (۱۵۶۴–۱۶۵۱) یک سامورایی و دایمیو در اواخر دوره سنگوکو و اوایل دوره ادو بود. او پسر میزونو تاداشیگه بود.